# Constance van Hongarije
Constance van Hongarije (circa 1180 - Tišnov, 6 december 1240) was van 1199 tot 1230 koningin-gemalin van Bohemen.

## Levensloop
Ze was de dochter van koning Béla III van Hongarije en Agnes van Châtillon.
In 1199 scheidde koning Ottokar I van Bohemen van zijn eerste vrouw Adelheid van Meißen op grond van bloedverwantschap. Later dat jaar hertrouwde hij met Constance, die onmiddellijk koningin-gemalin werd. Ottokar en Constance kregen negen kinderen:
- Vratislav (1200 - voor 1207)
- Judith (gestorven in 1230), gehuwd met hertog Bernard van Karinthië
- Anna (1204-1265), gehuwd met Hendrik II van Polen
- Anežka, jong gestorven
- Wenceslaus I (1205-1253), koning van Bohemen
- Wladislaus II (1207-1227), markgraaf van Moravië
- Přemysl (1209-1239), markgraaf van Moravië
- Wilhelmina (1210-1281).  Wordt wel in verband gebracht met Guglielma la Boema
- Agnes (1211-1282), werd zuster in de Orde van de Clarissen. In 1989 werd ze door paus Johannes Paulus II heilig verklaard.

Constance zou als koningin de stad Boleráz aan neef Béla IV van Hongarije verkocht hebben. Ook staat er in een document dat ze de stadsbewoners van Břeclav en Olomouc privileges verleende en een reeks landerijen in Ostrovany aan een klooster had geschonken. Het document waarin dit stond, bleek echter vervalst te zijn. In 1230 stierf Ottokar, waarna haar oudste zoon Wenceslaus de troon erfde. 
In 1231 stelde paus Gregorius IX Constance en haar geërfde landerijen onder bescherming van de Heilige Stoel. Een jaar later richtte Constance een klooster op nabij de stad Tišnov en trad daarna als zuster in dit klooster. Het was daar dat ze in 1240 stierf. 
- Gemeinsame Normdatei: 138642672
- International Standard Name Identifier: 0000 0000 6439 9701
- Nationale Bibliotheek van Tsjechië: mzk2011655659
- Virtual International Authority File: 90911095
- WorldCat: E39PBJrKYcvTMTrB4XPWV83vpP